# Campicoloides bifasciatus
Campicoloides bifasciatus là một loài chim trong họ Muscicapidae.